# Günter Gruner

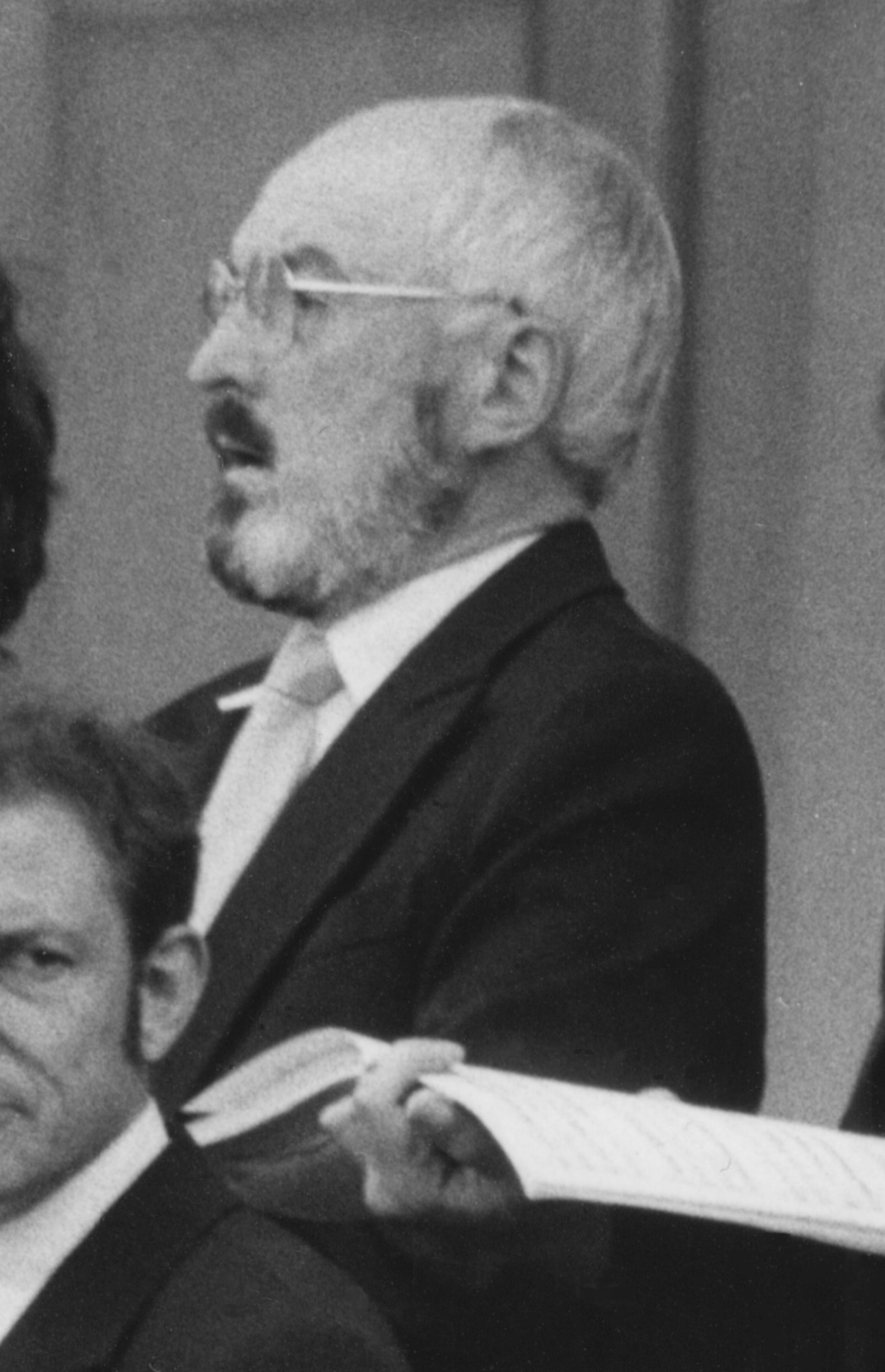
Günter Gruner (1985)

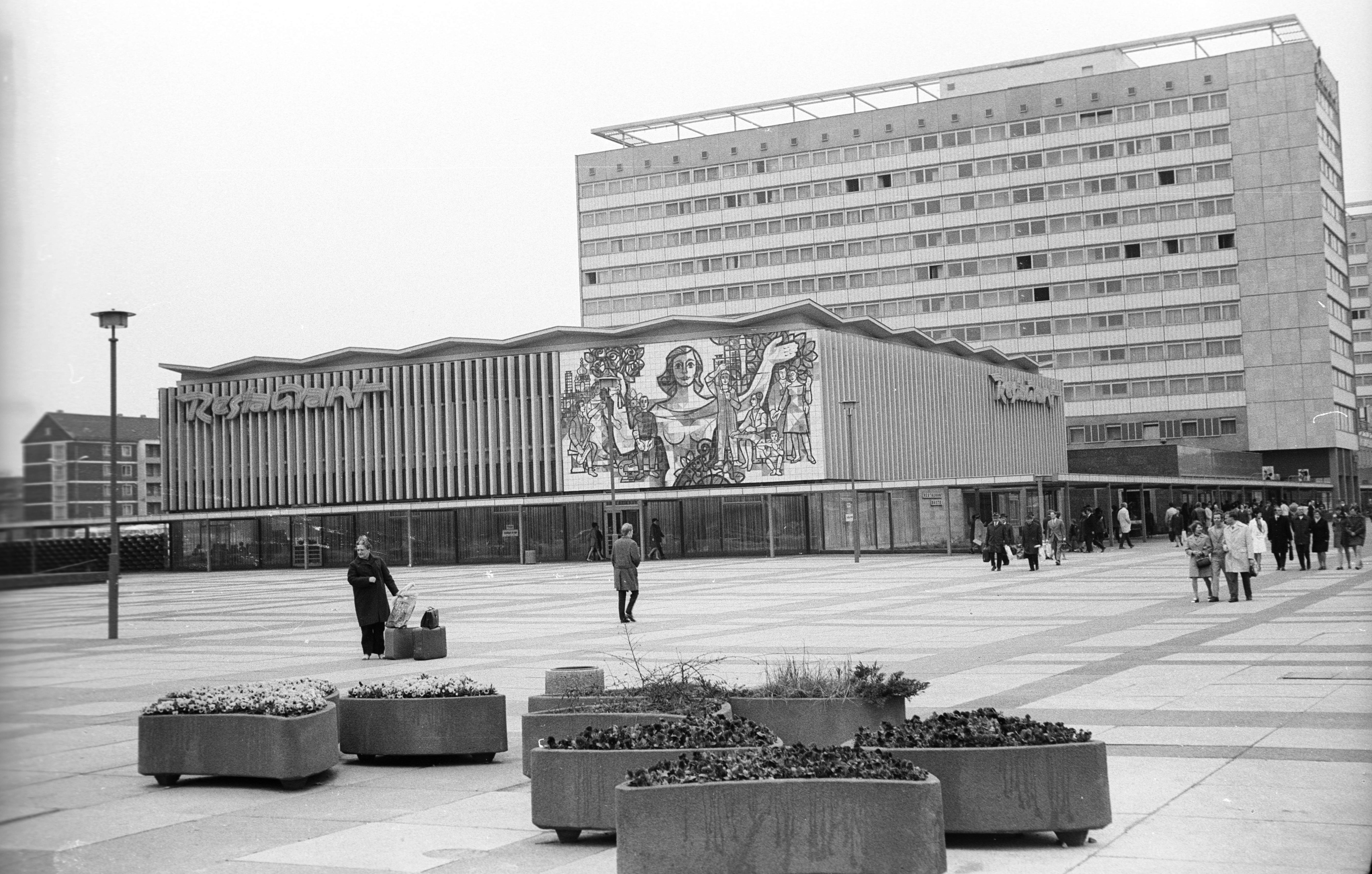
Restaurant Bastei auf der Prager Straße (Foto: 1971)

Günter Gruner (* 12. Januar 1931 in Oberlungwitz, Amtshauptmannschaft Glauchau; † 21. Dezember 2024 in Meißen) war ein deutscher Architekt.

## Leben

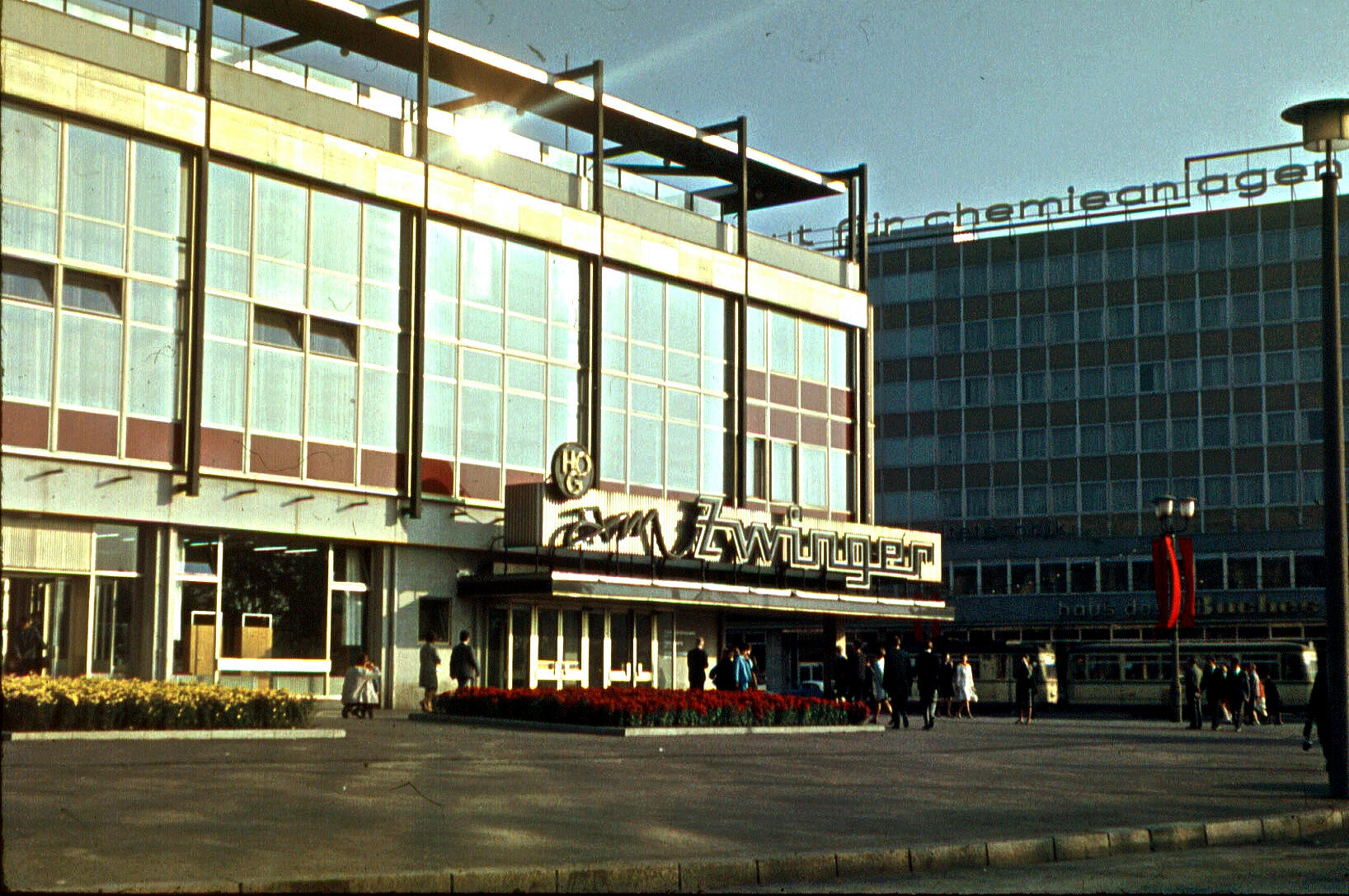
Restaurant Am Zwinger (Foto: 1971)

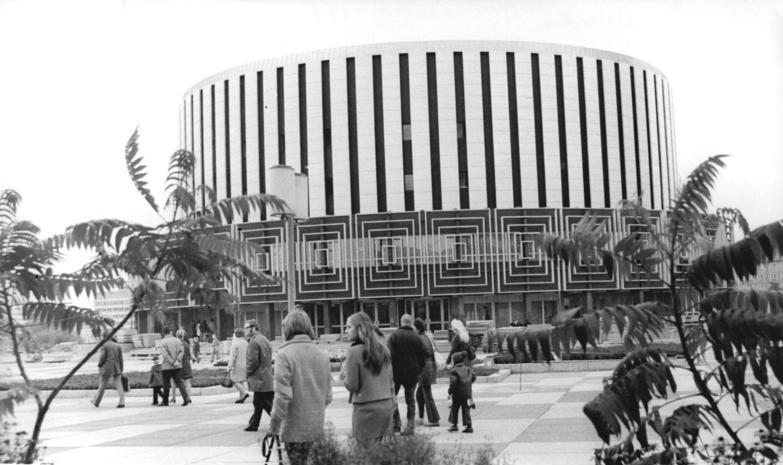
Rundkino Dresden (Foto: 1972)

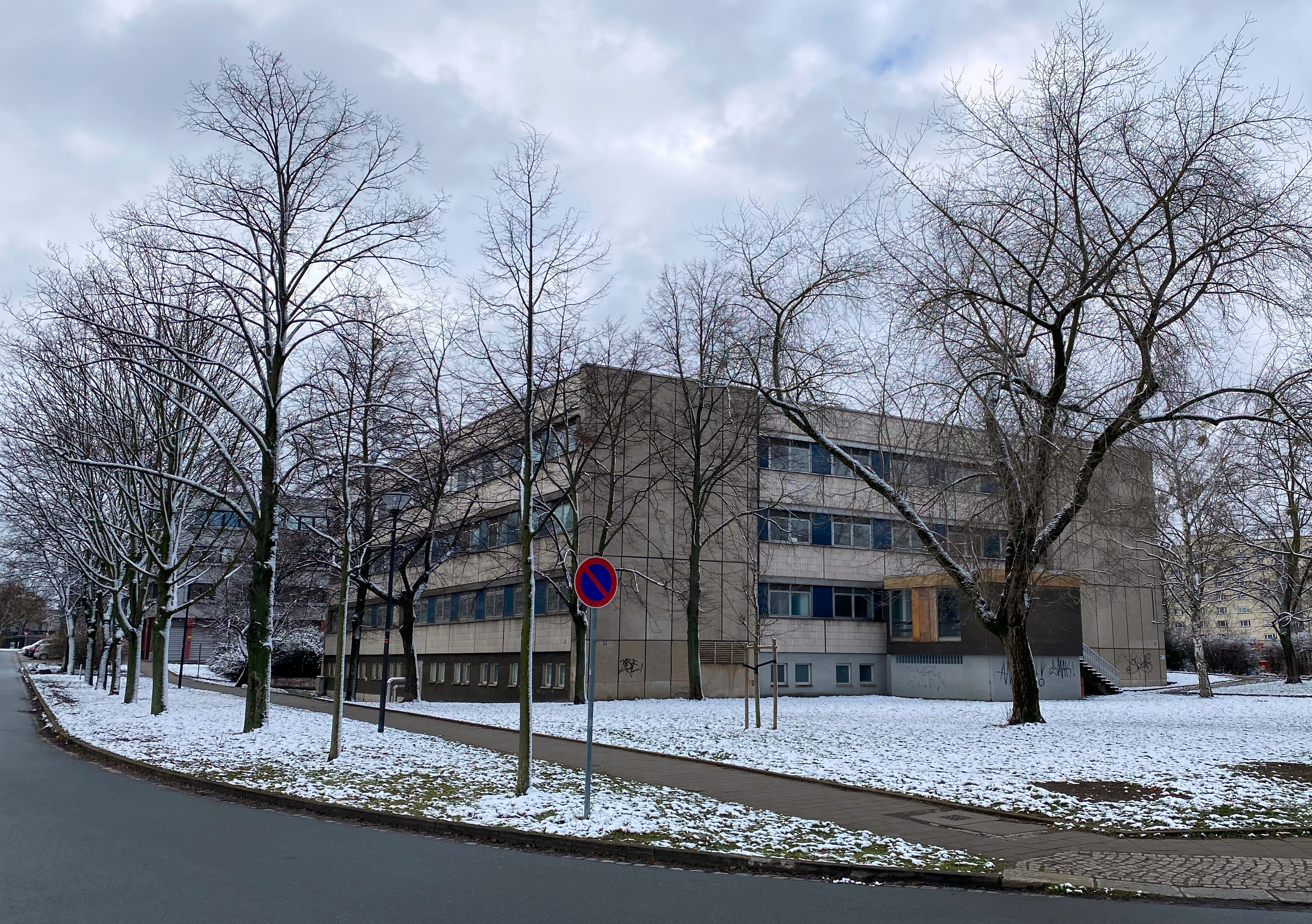
Ehemalige Poliklinik Pirnaische Vorstadt (Foto: 2023)

Günter Gruner wurde als Sohn eines Architekten in Oberlungwitz geboren. Von 1951 bis 1954 studierte er an der Ingenieurschule für Bauwesen Glauchau Architektur und ging anschließend nach Dresden. Ab 1954 arbeitete er als Architekt im VEB Hochbauprojektierung Dresden. Im Kollektiv entstanden Planungen für zentrale Dresdner Straßenzüge, darunter die Wilsdruffer Straße, Hauptstraße und die Prager Straße.
Gruner entwarf vor allem Restaurants und Cafés, so 1960/61 in Zusammenarbeit Herbert Löschau und Gerhard Landgraf die Gaststätte pick-nick, die bei der Eröffnung im Juni 1961 die „modernste Schnellgaststätte Dresdens“ war. Es folgten 1965 bis 1967 der Gaststättenkomplex Am Zwinger (u. a. Tanzbar, Weinrestaurant, Café espresso) in Zusammenarbeit mit Gerhard Müller sowie zwischen 1968 und 1972 das Restaurant Bastei und der Gaststättenkomplex International (enthielt zu Beginn die Gaststätten Wroclaw, Gockelbar, die Nachttanzbar Mazurka sowie ein Selbstbedienungsrestaurant) auf der Prager Straße. Gruner erarbeitete zudem unter Architekt Gerhard Müller den Bau der ungarischen Speisegaststätte Szeged auf der Wilsdruffer Straße. Mit Gerhard Landgraf (objektverantwortlicher Architekt) und Waltraud Heischkel (Mitarbeiterin) realisierte Gruner als Bauleiter bis 1972 das Rundkino Dresden, wobei „der kreisförmige Baukörper aus der Lösung des zweiten Preisträgers im Architekturwettbewerb zu diesem Objekt“ den Ausgangspunkt für die Projektierung bildete. Von 1974 bis 1980 war Gruner für die Entwurfskonzeption von Geschäften und Restaurants auf der Hauptstraße (zwischen 1951 und 1991 Straße der Befreiung) zuständig. Die geforderte „maximale… Montierbarkeit“ wurde durch eine Kombination von Elementen der WBS 70/10,8, Typ Dresden für die Wohneinheiten und Elementen des Vereinheitlichten Geschossbaus (VGB) für die erweiterten Untergeschosse erreicht, wobei die Wohneinheiten auf einer zusätzlich geschaffenen Montageebene über der Decke des Erdgeschosses errichtet wurden. Es entstanden unter den Wohneinheiten 18 Verkaufs- und Dienstleistungseinrichtungen sowie vier Gaststätten. Eine Besonderheit war das Weinrestaurant Meißner Weinkeller, das in die erhaltenen Tonnengewölbe des zerstörten Neustädter Rathauses integriert wurde.
Gruner war ab 1990 Leiter des Planungsbüros Gruner/Trepte in der Bauplanung Sachsen GmbH und bis 1996 als Architekt in Dresden tätig.
Eine Vielzahl der Bauten Gruners wurden seit der deutschen Wiedervereinigung abgerissen oder vollständig umgebaut. Nur wenige Gebäude haben sich in der Gegenwart erhalten, darunter das Rundkino Dresden. Erhalten ist zudem die ehemalige Poliklinik in der Gerichtsstraße in Dresden, ein in Montagebauweise errichteter, dreigeschossiger Atriumsbau, für den seit 1991 Abrissplanungen existieren; 2010 wurde das Gebäude durch die Einweihung eines neuen Ärztehauses in unmittelbarer Nachbarschaft redundant.
Gruner lebte ab 1954 in Dresden und dabei langjährig in der Hauptstraße; 2018 zog er nach Meißen, wo er 2024 verstarb.
Günter Gruner war langjähriges aktives Mitglied und schließlich Ehrenmitglied der Singakademie Dresden.

## Bauten (Auswahl)
- bis 1957: Mitarbeit Umbau des Lingnerschlosses zum „Dresdner Klub der Intelligenz“[13]
- 1960–1961: Gaststätte pick-nick, Dresden (mit Herbert Löschau und Gerhard Landgraf) – 2022 abgerissen
- 1961–1962: Restaurant Szeged, Wilsdruffer Straße, Dresden (mit Gerhard Müller) – seit 2015 Leerstand
- 1963–1965: Wiederaufbau Landhaus Dresden (mit Gerhard Müller)
- 1965–1967: Gaststätte Am Zwinger (mit Gerhard Müller) – bis 2007 abgerissen
- 1968–1969: Restaurant Bastei auf der Prager Straße, Dresden (mit Hans-Jürgen Richter) – 2005 vollständig verändert
- 1970–1972: Restaurant International auf der Prager Straße, Dresden (mit Lorena Johne, Hansgeorg Bedrich, Hans-Jürgen Richter) – 2007 abgerissen
- 1970–1972: Rundkino Dresden (Veränderung des Grundkonzepts von Manfred Fasold und Winfried Sziegoleit sowie Bauausführung; mit Gerhard Landgraf und Waltraud Heischkel)
- 1970–1972: ehemalige Poliklinik Pirnaische Vorstadt, Dresden (mit K.-H. Richter, B. Schade)
- 1974–1980: Ladenunterbauten und Gaststätten auf der Hauptstraße, Dresden (mit Heinz Mersiowsky u. a.) – ab 1990 vollständig verändert
- nach 1990: Arbeiten für das Dresdner Rathaus und das Finanzministerium

## Veröffentlichungen
- „Pick-nick“ Schnellgaststätte am Fučikplatz. In: Deutsche Architektur, 12. Jg., Nr. 7, Juli 1963, S. 441.
- Filmtheater Prager Straße. In: Deutsche Architektur, 22. Jg., März 1973, S. 141–145.
- Restaurant „International“. In: Deutsche Architektur, 22. Jg., März 1973, S. 146–150.
- Pavillonläden in der Prager Straße. In: Deutsche Architektur, 22. Jg., März 1973, S. 151–153.
- Zur Gestaltungskonzeption der Straße der Befreiung in Dresden. In: Architektur der DDR, 27. Jg., April 1978, S. 210–211.
- Funktionsunterlagerung im Wohnungsbau an der Straße der Befreiung in Dresden. In: Architektur der DDR, 30. Jg., April 1981, S. 212–217.

## Auszeichnungen
- Medaille Erbauer des Stadtzentrums Dresden[10]
- 1974: Nationalpreis II. Klasse für Kunst und Literatur für das Kollektiv „Städtebaulich-architektonische Gestaltung der Prager Straße, Dresden“ (mit Hans Konrad, Gerhard Landgraf, Josef Pietsch, Kurt Röthig, Peter Sniegon)[14]